# Pierre Hassner
Pierre Hassner, né le 31 janvier 1933 à Bucarest en Roumanie et mort le 26 mai 2018 dans le 15e arrondissement de Paris, est un géopolitologue et philosophe roumain naturalisé français.
Il a été directeur de recherche émérite au CERI (Centre d'études et de recherches internationales) et à la Fondation nationale des sciences politiques. Il a également enseigné au Centre européen de l'université Johns-Hopkins à Bologne (Italie).
Il a reçu en 2003 le prix Alexis-de-Tocqueville.

## Biographie

### Jeunesse et études
D'origine juive roumaine, Pierre Hassner s'installe en France en 1948 à l'âge de quinze ans en compagnie de ses parents qui fuient le régime communiste. La même année, il lit Le grand schisme de Raymond Aron, qui le marque profondément. Il intègre l'École normale supérieure de la rue d'Ulm. Il est reçu à l'agrégation de philosophie (premier, 1955), puis devient l'élève de Raymond Aron et de Leo Strauss.  
Dans ses Mémoires publiés en 1983, Raymond Aron écrit (pages 345-346) : « Dans je ne sais quelles circonstances, Pierre Hassner, qui fréquentait parfois mes cours, fit un exposé brillant, étourdissant sur Thucydide... Je lui dis que jamais, étudiant ou enseignant, je n'avais entendu un discours de qualité comparable. » Sous la direction d'Aron, il commence une thèse, jamais achevée.

### Parcours professionnel
Pierre Hassner enseigne à l'Institut d'études politiques de Paris. 
En 1957, il acquiert la nationalité française.
Au début des années 2000, Pierre Hassner épouse la peintre Scarlet Nikolska.
À partir de 1992, il assume la présidence du Comité Kosovo.

## Théories
Pierre Hassner s'est consacré à l'étude des relations internationales et des problèmes géopolitiques, qu'il souhaite éclairer à la lumière de la philosophie. Dans ses nombreux articles et ouvrages, il propose des analyses informées et originales sur l'évolution des conflits internationaux à l'époque de la guerre froide et après la chute du Mur de Berlin. Il s'implique ainsi dans le débat politique au moment de la guerre qui déchire les peuples de l'ex-Yougoslavie entre 1991 et 1995.
Ses recherches ont pour thème la guerre, la violence et le totalitarisme, les relations internationales notamment dans l'histoire de la pensée politique et en Europe après la guerre froide. Dans ses théories sur le totalitarisme et l'évolution politique mondiale post-guerre froide, il analyse les régimes politiques chinois et russes et, pour les qualifier, forge le néologisme de « démocrature », afin de désigner des États qui ne sont plus sous régime totalitaire mais ne sont pas encore des démocraties et dissimulent donc leur nature autoritaire sous une façade démocratique (démocratie parlementaire et constitutionnelle en Russie ou État de droit en Chine).
Dans un célèbre article, Hassner montre que l'on est passé du monde de Locke (« La liberté comme propriété, le libéralisme de l'après guerre froide »), avec des ouvertures sur Kant (projet de paix perpétuelle à mettre en parallèle avec l'émergence des organisations internationales (ONU)), au monde de Hobbes, c’est-à-dire de la guerre de tous contre tous, et de la recherche de la sécurité maximale, avec des ouvertures sur Nietzsche (« La guerre comme agent de réaffirmation identitaire ») et Marx (les disparités socio-économiques sont encore une grille de lecture valable des relations internationales). Ainsi il voit dans l'événement du 11-Septembre et les politiques qui ont suivi (guerres préventives, lois sur le terrorisme qui renforcent les pouvoirs de l'État au détriment des libertés) comme une victoire des conceptions sécuritaires de Hobbes, Nietzsche et Marx sur les conceptions empreintes de liberté (Kant, Locke).
Il se définit comme un « libéral, libertaire ».

## Distinction
- Prix Alexis-de-Tocqueville, 2003.

## Ouvrages
- La Revanche des passions : métamorphoses de la violence et crises du politique, Paris, Fayard, 2015
- Justifier la guerre ? De l'humanitaire au contre-terrorisme (avec Gilles Andréani, dir.), Paris, Presses de Sciences Po, 2005.
- La Terreur et l'Empire. La violence et la paix II, Paris, Le Seuil, 2003.
- Guerre et sociétés. États et violence après la guerre froide (avec Roland Marchal, dir.), Paris, Karthala, 2003.
- Washington et le Monde. Dilemmes d'une superpuissance (avec Justin Vaïsse), Paris, Autrement, 2003.
- La Violence et la Paix. De la bombe atomique au nettoyage ethnique, Paris, Le Seuil. (Coll. "Points"), 2000. Réédition partielle et augmentée de quatre textes de l'ouvrage publié aux Éditions Esprit en 1995.